# Victoria Zidaru
Victoria Zidaru (n. 17 mai 1956, Liteni, Suceava, România) este o sculptoriță și pictoriță româncă. Membră a Uniunii Artiștilor Plastici din România. Opera sa artistică include lucrări de pictură, grafică, sculptură și broderie. Victoria Zidaru este soția sculptorului și pictorului Marian Zidaru.

## Studii
- 1978-1983 Institutul de Arte Plastice „Nicolae Grigorescu”, Profesor Paul Vasilescu;

## Expoziții personale
- 1991-1992 Galeria „Căminul Artei”, București
- 1995 „Învierea”, Galeria Simeza, București
- 1995 „Cărarea întâi”, Expoziție în aer liber, Pucioasa
- 1995 „Cărarea a doua”, Muzeul Literaturii Române, București
- 1995-1996 „Zidirea”, Galeriile J.L. Calderon, București
- 1996 „Crucea și Icoana”, Pucioasa
- 1996 „Veste și Poveste”, Muzeul Literaturii Române, București
- 1996-1997 „Poveste de Crăciun”, Castelul Peleș, Sinaia
- 1997 „Casa”, Galeria Simeza, București
- 1997 „Zestrea”, „Căminul Artei”, București
- 1998 „Cer și Pământ”, Muzeul Literaturii Române, București
- 1998 „Semnul”, Galeria de Artă a Palatului Parlamentului, București
- 1998 „Focul”, Muzeul Național de Artă, București
- 1998 „Pâinea Sacră”, Muzeul Literaturii Române, București
- 1999 Simpozionul de Pictură și Sculptură, Pucioasa
- 1999 „Renașterea”, Muzeul Satului, București
- 2000 „Restaurarea Interiorului Românesc”, Galeria Orizont, București
- 2001 „Facerea” partea a 3 a, Galeria Căminul Artei, București
- 2002 „Schimbarea”, Galeria Căminul Artei, București
- 2003 „Starea Crucii”, Galateea, București
- 2004 „Trans-Vestire”, Galeria Căminul Artei, București
- 2004 „Grădina mea de vis”, Galateea, București
- 2004 „Anotimpurile”, Galeria AnaidArt
- 2005 „CO50D”, Galeria Căminul Artei, București
- 2006 „Transvestire”, Galeria Căminul Artei, București
- 2007 „Bunavestire”, Financiar Platza Gallery, București
- 2008 „Anotimpurile Îngerilor”, „Galeria Particulară Pralong”, București
- 2009 „Lucrătorul”, Strametz- Partener/Art, București
- 2010 „Dictatura florilor”, împreună cu Marian Zidaru, Galeria Căminul Artei București
- 2014 „Îngeri, Tronuri, Voievozi”, împreună cu Marian Zidaru, Centrul Cultural Palatele Brâncovenești Mogoșoaia
- 2016 „Zis și Cusut”, Galeria H'art Appendix, București
- 2016 „Florilegiu”, Expoziție retrospectivă, Galeria Tipografia, București

## Expoziții internaționale
- 1987 „Internaționala de artă pentru tineret”, Ljubljana, Slovenia
- 1990 Expoziție de grup în Bruxelles, Belgia
- 1992 „Târgul Internațional de Artă”, Sevilia, Spania
- 1993 Expoziție de grup, Feldafing, Germania
- 1997 „Expoziția de Artă Românească-Ludwik Forum”, Aachen, Germania
- 2000 „Scara îngerilor”, Institutul Cultural Român din New York
- 2000 „Scara îngerilor”, „Galeria 49”, New York
- 2007 „Etno Art”, ICR Paris, Franța
- 2007 „Anotimpurile Îngerilor”, Galeria H O, Seul, Coreea
- 2009 „2 R Art Gallery”, Londra
- 2009 „Rocca Paulina”, Perugia, Italia
- 2010 L' echalier- Pârleazu’, Paris
- 2011 Marian Zidaru & Gaste:Gucken Wir Mal/ Trans Plant, Atelier am Eck Dusseldorf  curator Oliver Gather[2]
- 2011 Studioausstellung, Franz-Jurgens-Str.12, Haus 3, Dusseldorf, Germania
- 2011 „Bekannte Flugobjekte”, Meinersen, Germania[3]
- 2011 Bukarest-Dusseldorf, Gerhart-Hauptmann-Haus-Deutsch-Osteuropaisches Forum;[4]
- 2011 „Glorie”, Ateneo Veneto, Veneția, Italia

## Expoziții naționale de grup - selecție
- 1998 „Obiect/Subiect”, invitați speciali Ion Bițan, Ion Nicodim, Doru Covrig, Muzeul Literaturii Române, București;
- 2009 Artă și sacralitate, Galeriile de Artă Focșani, curator Alexandra Titu;[5]
- 2009 Respirații Creștine, Galeria Veorniki Art, București
- 2010 Inducții ale sacrului în sculptura contemporană românească, Iași, curator Corneliu Antim;[6]
- 2010 „Gucken wir mal”,împreună cu Senta Connert, Palatele Brâncovenești Mogoșoaia[7]
- 2010 „Să aruncăm o privire” - „gucken wir mal”(Conversație textilă), împreună cu Marian Zidaru, Senta Connert, Ulrike Kessl și Julia van Koolwijk, Muzeul Țăranului Român, București

## Premii
- Bursa pentru Creație a Uniunii Artiștilor Plastici- 1984
- Premiul pentru Sculptură al Uniunii Artiștilor Plastici din România - 2018

## Instalația „Zis și Cusut”
(…) Meditațiile Victoriei asupra esențialului, în diferite forme de manifestare – sculptate, pictate, cusute – se convertesc în roadele înaripate ale îndeletnicirilor ei. Simboluri ce dau de gândit asupra condiției umane și a relației dintre om și Creatorul său, ele confer celui ce le-a plăsmuit un rol distinct, atât ca formă, cât și ca miez, în arta contemporană românească, impun arta-pledoarie pentru întoarcerea la normalitatea de a fi, din care și pentru care, din imensă iubire, au fost făcute omul și lumea.                                  Instalația Cuvântului „Zis și cusut“ se întrupează cu dublă utilitate – estetică și contemplativă, fizică și metafizică –, asemenea obiectelor făurite de țăranii români de odinioară, a căror existență era, ea însăși, guvernată de aceste norme.                                                                                                                                                          Există în această creație o anume dimensiune spirituală cu însemnări liturgice, din care Victoria a extras esențialul, împăcând veștile și poveștile Vechiului Testament cu cele ale Noului Testament, spre sfințire și înveșnicire a timpului imediat… Emoționați, cuprinși de sfială și, în final, bucuroși, conștientizăm esențialul, devenind pelerini pe Calea Victoriei. Alexandru Davidian

(...)Renunțînd la bronz,Victoria Zidaru a pătruns mai mult pe tărîmul ideilor și, uneori, chiar pe domeniul aromelor din artă. În  recenta sa expoziție (…) Zis și cusut, Victoria Zidaru se încumetă să sculpteze în cea mai imponderabilă materie – mireasma. Expoziția în sine a fost mai mult un spectacol de arome puternice decît o expoziție de forme.
Corpurile expuse, 100% din textile (organice), erau  impregnate de mirosul multitudinii de plante, flori și ierburi pe care le conțineau, dar și atent marcate de înscrisurile de pe recipientele textile. Aromele, textilele si inscripțiile alcătuiau o entitate perceptivă și conceptuală complexă, dar indisolubilă,  care izbea publicul la numai cîteva secunde după ușilor galeriei. Pas cu pas, Victoria Zidaru a început de mult să-și paveze drumul către imperiul parfumurilor (naturale).Erwin Kessler

(...)Victoria Zidaru e o artistă care și-a construit stilul. E unul feminin, mistic și tradițional, materialele sunt de cele mai multe ori vegetale, frunze moarte, paie, cînepă împletită sau țesături de in. Tot ce ar putea deveni un cuib ce protejează lumea intră în aria de interes a Victoriei. Orice zidire este la ea un sălaș care protejează prin căldură maternă și nu prin opoziție de monolit. Instalațiile ei apelează și la simțul olfactiv, pe lîngă cel vizual și cel tactil. Victoria știe să transforme un loc, să-I dea sacralitate. Știe de altfel să se folosească și de cuvânt în feluri neașteptate. Dan Popescu

(...)Instalația ei vizuală și tactilă devenise, brusc, olfactivă. Buchete și buchețele de cimbru, lavandă, sunătoare și busuioc, ca să enumăr doar câteva din secretele parfumului degajat, erau ascunse intenționat prin buzunarele lucrărilor abstracte, iar efectul devenise unul amețitor. Toate
cultele folosesc diverse amestecuri de uleiuri și plante, crude sau arse, pe care le amestecă cu rugăciunile și incantațiile ca să intre mai ușor în transă, în starea de grație. Plusul pe care artista îl aduce unei instalații tipice arte povera, prin estetică și materiale, este suflul ascetic al lucrului muncit. Simona Vilău

(...)În fața artei Victoriei Zidaru nu vom căuta să amplificăm retorica iconografică și simbolică ci, propunerea ar fi, de a identifica mesajele subliminale comunicate de acest tip de artă, mesaje care pot fi citite și înțelese de către ochii și urechile contemporane, insensibile la spirit, simbol sau tradiții. În cazul de față, vorbim despre un fel de compoziție tripartită - o materialitate național-tradițională, o invențiune mistic-religioasă și o dispoziție de factură contemporană. Iar această triadă este unificată de practica unei vieți în care vocabularul mitic și cel legendar se îmbină cu vocabularul mundan și cu cel artistic. Silviu Pădurariu

## Aprecieri
- Erwin Kessler, Antifeminismul Victoriei Zidaru

(...) Originalitatea remarcabilă a Victoriei Zidaru rezidă în faptul că ea este în întreg spectrul artei românesti actuale- singura artistă angajat antifeministă, cu un progam strict neoconservator, critic la adresa feminismului canonic, de import. Problema fundamentală a lucrărilor sale nu este, cum pare la prima vedere, religiozitatea, simbolismul (neo- sau ultra-) ortodox și nici chiar profesismul. Instalații precum „Spălătoreasa”, „Acoperămintele sfintelor”, „Pietrele noii fundații”, „Vasul curățirii”, „Pomul vieții”, „Covor de primire” etc. etc., reprezintă ce le mai aplicate și pregnante, chiar opresive cristalizări ale spiritului „reacționar” antifeminist, adevărate manifeste ale recuzării feminismului de pe înseși pozițiile feminine specifice civilizației patriarhale (orribile dictu) autohtone. 
Jocului de rol (sociologic și estetic) al emancipării feministe, Victoria Zidaru îi opune apăsător, jocul de rol al supunerii și dependenței, al ascultării și umilinței, cu toate conotațiile sale psihotice și extatice, mistice. Fiecare act sau obiect, fiecare marcare a feminității are un caracter sacrificial, este o renunțare, o ofrandă. Mâinile abrutiza(n)te care spală necontenit rufe într-o copaie de lemn cu apă leșioasă, frecându-le cu un calup zdravăn de săpun de casă(video-instalația „Spălătoreasa”), țesăturile-mătanie din pânză groasă pe care sunt scrise cu ac și ață, mecanic și incantatoriu, sute și sute de versete care se întind, ca un fluviu ce nu se varsă, pe poteci și chiar pe garduri, atunci când nu se coboară din înălțimea cupolelor (Imnul Acatist);(Pomul Vieții) sau (Covor de Primire), împreună cu toate acele automate artizanale amenințătoare, suveici gigantice și fuse-spăngi,plăpumi, perne și saltele îndesate cu fân bine-mirositor dar brodate cu imperativele retragerii din lume și străpunse de andrele, furci, sârme, și țepușe, toată această împletire a muncii de femeie cu semeția izbucnită din frângerea semeției însăși, închid, în cele din urmă, un țarc ideologic fără scăpare, unde purificarea este conjurată și chiar survine brutal, fie ea traumă sau revelație(...)
...Dar coeziunea internă a modelului și proferarea sa militantă propulsează lucrările Victoriei Zidaru pe poziția celei mai închegate arte politice feministe de pe întreaga scenă artistică românească.
(...)Victoria Zidaru se înfățișează ca o portavoce a acelor „beguine” moderne ce au ales să perpetueze cu îndărătnicie un model feminin care, deși revolut, deține încă o mare putere de seducție simbolică datorită promisiunii de transfigurare printr-un ritual sacrificial cotidian. Fără doar și poate, în chiar această ecologie umană retardatară este înscrisă , ca și în mișcare beguinelor medievale, o poziționare politică tranșantă care capitulează tocmai femeia, feminitatea, femininul și, mai nou, feminismul.
Antifeminismul Victoriei Zidaru propagă un asemenea feminism radical diferit și își asumă o alteritate extremă, fiind o artă politică, militantă,neo-conservatoare și antiprogresistă.Indolența critică față de lucrările sale este explicabilă pe fundalul credinței naive că arta este separată de plitică(credință împărtășită, în lucrările lor, chiar și de practicantele feminismului canonic local) și că, dacă se apropie de aceasta, atunci trebuie s-o escaladeze dinspre versantul de turtă-dulce al progresului, al bunului-simț și bunului gust...
(...)Arta Victoriei Zidaru pune la încercare limitele feminismului atunci când concepe și promovează imaginea unei naturi feminine neschimbabile, eternă, cuprinsă între parametrii familiari bunicelor sau străbunicelor noastre.Erwin Kessler
- De câțiva ani, Marian și Victoria Zidaru sunt, de departe, cei mai prezenți artiști pe scena artei contemporane românești; în afara celor două trei expoziții personale anuale, ei participă la alte câteva expoziții de grup pe care, adesea, le și organizează. Ritmul rapid în care se succed aceste manifestări, cantitatea de lucrări produse de atelierul Zidaru, cât și diversitatea tehnicilor uzitate (de la sculptură tradițională la acțiuni, instalații și artă video),creează -la prima vedere - impresia unui efort interminabil și concertat de auto-promovare, parvenire, complet inexplicabil în condițiile în care poziția artiștilor Zidaru în lumea culturală locală este demult și bine stabilită.(...)

(...)Proiecția mesianică a lucrărilor lui Marian și Victoria Zidaru tinde, în fond, către un proiect de inginerie socială, o „plastică socială” tipică pentru arta timpului nostru, ce puțin de la Joseph Beuys încoace. Faptul că pentru a face priza la public, adezivul extra-estetic folosit de către cei doi Zidaru în lucrarea lor socială este mistica, profeția și transcendența, și nu egologia, drepturile omului sau feminismul(adezive „acreditate”), a făcut ca , adesea, opera lor să fie închisă în limitele tradiționalismului ortodoxist, pe când ea reclamă mai degrabă o lectură sociologică și antropologică decât una simbolist- iconografică. Aceasta pentru că e mai puțin important felul în care arată cutare sau cutare simbol creștin (crucea, îngerul etc.) într-o sculptură de Ziadru, și este mult mai important, esențial chiar pentru înțelegerea demersului său, felul în care sculpturile și instalațiile sale construiesc lumea vizuală și chiar identitatea unei grupări de oameni, a unei comunități, dispărând, dizolvându-se ca sculpturi (ca artă) și devenind instrumente și elemente ale vieții lor cotidiene sau spirituale.Erwin Kessler

## Lucrări de Victoria Zidaru - selecție
- Tapestry Weaving, 2009 - http://www.absolutearts.com/portfolio3/m/marianzidaru/Vegetal_Relief_Mitologie_Soggettive_Exhibition_3-1244218986l.jpg%5Bnefuncțională%5D
- "Vegetal Relief Mitologie Soggettive Exhibition 2" - Textile, 2009 - http://www.absolutearts.com/portfolio3/m/marianzidaru/Vegetal_Relief_Mitologie_Soggettive_Exhibition_2-1244218899l.jpg%5Bnefuncțională%5D
- "Vegetal Tapestry Photo by Mona Caraman" - Tapestry, 2005 - http://www.absolutearts.com/portfolio3/m/marianzidaru/Vegetal_Tapestry_Photo_by_Mona_Caraman-1113842820l.jpg%5Bnefuncțională%5D
- "Vegetal Tapestry Photo By Mona Caraman" - Tapestry, 2005 - http://www.absolutearts.com/portfolio3/m/marianzidaru/Vegetal_Tapestry_Photo_By_Mona_Caraman-1113843822l.jpg%5Bnefuncțională%5D
- "Vegetal Tapestry Photo By Mona Caraman" - Tapestry, 2005 - http://www.absolutearts.com/portfolio3/m/marianzidaru/Vegetal_Tapestry_Photo_By_Mona_Caraman-1113843595l.jpg%5Bnefuncțională%5D